# Rio Căptanu
O Rio Căptanu é um rio da Romênia, afluente do Pârâul Negru, localizado no distrito de Sibiu.